# Андре, Эрнест
Эрнест Андре (фр. Jacques-Ernest André, 20 марта 1838 — 5 апреля 1914) — французский энтомолог, нотариус, крупный специалист по систематике перепончатокрылых насекомых, главным образом муравьёв и ос-немок (Hymenoptera), описавший более 100 новых для науки видов и подвидов.

## Биография
Родился 20 марта 1838 года в городе Бон (Кот-д’Ор, Франция).
Эрнест Андре вырос со своим младшим братом Эдмоном Андре (Edmond André, 1844—1891) в Боне. Уже в детстве он контактировал с Хосе Ариасом Тейхейро (José Arias Teijeiro), карлистским военным и политическим деятелем, который после бегства из Испании во французское изгнание был назначен в Бон с 1839 года. Там Ариас Тейхейро занимался естественными науками, особенно энтомологией и нумизматикой. Он оказал большое влияние на Эрнеста Андре.
После окончания школы в Боне Андре изучал право в Париже и прошёл стажировку в нотариальной конторе. В 1864 году, после завершения учёбы, он вернулся в Бон и сначала работал офисным работником. В следующем году он был назначен нотариусом в Гре. За время своей деятельности нотариусом в Гре, которая длилась до 1892 года, он несколько раз был назначен президентом Нотариальной палаты. Кроме того, он занимал многочисленные местные государственные и почётные должности.
Помимо энтомологии, Андре занимался нумизматикой и собрал обширную коллекцию монет, хранившихся в Бургундии с древних времён. В коллекции было несколько крайне редких монет. Андре был членом нескольких нумизматических ассоциаций во Франции и за рубежом, в том числе «Société francaise de numismatique», «Société suisse de numismatique» (с 1880 года) и «Société royale de numismatique de Belqique». Андре неоднократно публиковал статьи в нумизматических журналах. В другие его коллекции входили банкноты и экслибрисы, особенно из французских колоний.
Умер 5 апреля 1914 года в Гре (Верхняя Сона, Франция) в возрасте 76 лет.

## Энтомология
Во время учёбы Андре начал интенсивно заниматься естественными науками, в частности энтомологией. Вскоре он сосредоточился на перепончатокрылых, особенно на муравьях и осах.
С 1882 года, после публикации «Европейских видов муравьёв» (Species des Formicides d’Europe et des pays limitrophes), Андре стал считаться одним из самых известных мирмекологов в мире. Вместе со своим братом Эдмоном Андре (Edmond André, 1844—1891) он работал над обширной работой Species des hyménoptères d’Europe & d’Algérie о европейских и алжирских перепончатокрылых насекомых. После смерти Эдмона в 1889 году единственным редактором был Эрнест Андре. В рамках своей научной работы Андре описал более 100 видов муравьёв и ос.
Его наследие включало в себя большую коллекцию муравьёв и ос, которая собиралась десятилетиями и в то время считалась одной из самых важных в мире. Коллекция была передана в Национальный музей естественной истории в Париже в мае 1914 года по просьбе Андре.
Эрнест Андре был членом Энтомологического общества Франции (Société entomologique de France) с 1857 года, ещё будучи студентом. Его членство во многих других ассоциациях естествознания и энтомологии, включало Немецкое энтомологическое общество (с 1909 года), Национальный музей естественной истории в Париже, Энтомологическое общество Америки (с 1897 года), Академию естественных наук Филадельфии (с 1884 года) и испанское общество Real Sociedad Española de Historia Natural (с 1899 года).

## Награды и почести
- 1883 — Prix Jean Dollfus за его работу Species des Formicides d’Europe et des pays limitrophes[15]
- 1901 — Офицер Королевского Ордена Камбоджи
- 1907 — Офицер Ордена Академических пальм (Франция)[12][16]
- Почетный президент Société grayloise d'émulation

### Эпонимия
В честь Эрнеста Андре названы несколько таксонов муравьёв и ос.
- Andreimyrme Lelej, 1995[17]
- Monomorium andrei Saunders, E. 1890[18] (Monomorium)
- Polyrhachis andrei Emery, 1921[19] (Polyrhachis)
- Technomyrmex andrei Emery, 1899[20] (Technomyrmex)
- другие

## Основные труды
Эрнест Андре был соучредителем журнала Miscellanea Entomologica и многолетним редактором Bulletin de la Société grayloise d'émulation.
Его самой важной работой в качестве редактора, вплоть до пятого тома с 1889 года, вместе с его братом Эдмоном, была работа Species des Hyménoptères d’Europe et d’Algérie, опубликованная в одиннадцати томах к 1913 году. Сам Эрнест Андре написал относящуюся к муравьям часть второго тома и восьмой том об осах-немках.
- Edmond André, Ernest André (Hrsg.): Species des hyménoptères d’Europe & d’Algérie.
  - Band 2, Les fourmis von Ernest André und Les guêpes von Edmond André. Beaune, Selbstverlag 1881, archive.
  - Band 8, Les mutillides von Ernest André. Paris, Dubosclard 1899, archive.
- 1874: Description des fourmis d’Europe pour servir a l'étude des insectes myrmécophiles. In: Revue et magasin de zoologie pure et appliquée 1874, Serie 3, Band 2, S. 152—235, archive.
- 1882: Species des hyménoptères composant le groupe des formicides. Gray, Francis Bouffaut 1881—1882, archive.
- 1898: Étude sur les Mutillides du Muséum de Paris. In: Annales de la Société Entomologique de France 1898, Band 67, S. 1-79, archive.
- 1901: Matériaux pour servir à la connaissance des Mutillides d’Afrique. In: Zeitschrift für Systematische Hymenopterologie und Dipterologie 1901, Band 1, S. 279—352, archive.
- 1902: Fam. Mutillidae. In: Genera Insectorum 1902, Band 11, S. 1-77, archive.
- 1908: Étude sur les Mutillides du Musée National d’Histoire naturelle de Buénos Aires. In: Anales del Museo Nacional de Buenos Aires 1909, Band 10, S. 169—214, archive.
- 1908: Revision monographique des Mutillides de l’Egypte. In: Memoires de la Société Entomologique d’Egypte 1908, Band 1, Nr. 2, S. 1-94, archive